# Praseodym(III)-sulfid
Praseodym(III)-sulfid ist eine anorganische chemische Verbindung aus der Gruppe der Sulfide.

## Gewinnung und Darstellung
Praseodym(III)-sulfid kann durch Reaktion von Praseodym(III)-oxid mit Schwefelwasserstoff gewonnen werden.
{\displaystyle \mathrm {Pr_{2}O_{3}+3\ H_{2}S\ {\xrightarrow {1320\,^{\circ }C}}\ Pr_{2}S_{3}+3\ H_{2}O} }
Ebenfalls möglich ist die Darstellung durch Umsetzung von elementarem Praseodym mit Schwefel in einem evakuierten Glasrohr, welches in einen 2-Zonen-Ofen eingebracht wird. Die Zonentemperaturen liegen bei 400 °C und 100 °C. Nachdem sämtlicher Schwefel abreagiert ist, wird die Ampulle bei 1000 °C getempert und man erhält die Verbindung in polykristalliner Form:
{\displaystyle {\ce {2 Pr + 3 S -> Pr2S3}}}
Stäbchenförmige Einkristalle mit bis zu 1 cm Länge lassen sich über eine Modifizierung der Synthese aus den Elementen erhalten. Hierzu wird neben Praseodym und Schwefel elementares Iod in die zu evakuierende Ampulle gegeben. Im 2-Zonen-Ofen entsteht nun primär {\displaystyle {\ce {PrSI}}}. Wird die erhaltene Verbindung in der Ampulle auf 1100 bis 1200 °C erhitzt und hier für mindestens 20 Stunden gehalten, so zersetzt sich die Verbindung und es wachsen Praseodym(III)-sulfid-Einkristalle in einer Schmelze aus Praseodym(III)-iodid. Nach dem Öffnen der Ampulle können Anhaftungen des Iodids an den Einkristallen mit Wasser oder Wasser-Ethanol-Mischungen abgespült werden:
{\displaystyle {\ce {6 Pr + 6 S + 3 I2 -> 6 PrSI}}}
{\displaystyle {\ce {3 PrSI -> Pr2S3 + PrI3}}}

## Eigenschaften
Praseodym(III)-sulfid ist ein (als γ-Modifikation) grüner Feststoff. Die Verbindung kommt in drei Modifikationen vor. Die α-Form hat eine orthorhombische Kristallstruktur mit der Raumgruppe Pnma (Raumgruppen-Nr. 62), die β-Form eine tetragonale Kristallstruktur mit der Raumgruppe I41/acd (Nr. 142) und die γ-Form eine kubische Kristallstruktur mit der Raumgruppe I43d (Nr. 220). Bei 1650 °C im Vakuum zersetzt sich die Verbindung, wobei sich das Monosulfid bildet.